# Копальня Квале
Копальня Квале — гірничодобувне підприємство на південному сході Кенії.
Проєкт розробки родовища титановмісних пісків Квале, яке лежить за пів сотні кілометрів на південь від міста Момбаса, реалізували через компанію Base Titanium, що є дочірньою структурою австралійської Base Resources. Ресурси родовища первісно оцінили у 146 млн тонн руди із середнім вмістом ільменіту, рутилу та циркону 2,59 %, 0,65 % та 0,29 % відповідно, при цьому абсолютна їх більшість була зосереджена у Центральній та Південній дюнах. Проєктна потужність майданчику становила 330 тисяч тонн ільменіту, 80 тисяч тонн рутилу та 40 тисяч тонн циркону на рік. Прогнозувалось, що поставки ільменіту та рутилу з проєкту Квале покриватимуть 10 % та 14 % світового попиту відповідно.
Видобуток стартував наприкінці 2013 року з Центральної дюни, яка мала розміри 2 км на 1,25 км при середній товщині у 29 метрів. У 2019-му узялись за розробку Південної дюни, витягнутої на 4,5 км при ширині 0,6—0,8 км та середній товщині 19 метрів.
Для розробки Квале обрали гідравлічний метод, при якому відбувалось руйнування вміщуючої породи високонапірним струменем води з наступним відкачуванням пульпи на збагачувальну фабрику. Необхідний для проєкту ресурс води забезпечили спорудженням греблі Мукурумудзі. Первісним проєктом передбачалося щорічне вилучення від 8,8 до 12,5 млн тонн руди — зростання цього показника пояснювалось переходом до розробки ділянок із меншим вмістом цільових мінералів. У підсумку обсяги робіт могли бути навіть більшими, так, станом на другу половину 2023-го з Квале щоквартально вилучали близько 4 млн тонн руди.
Товарну продукцію вивозили з копальні автотранспортом, після чого перевантажували її на судна для відправки насипом (для цього власник проєкту мав свій термінал у Лікані) або в контейнерах (через порт Момбаси).
Станом на середину 2022-го залишкові запаси проєкту оцінювались у 40 млн тонн руди, з яких 22 млн тонн припадало на Південну дюну (Центральна вже була повністю випрацьована), а решта на Північну дюну та ділянку Бумамані.
У січні 2024-го повідомили, що відпрацювання Південної дюни завершилось, а весь проєкт діятиме до кінця року.